# 宮川幸三
宮川 幸三（みやがわ こうぞう、1973年8月12日 - ）は、日本の経済学者、観光学者。立正大学経済学部教授。専門は経済統計学、計量経済学、観光経済学。東京都出身。

## 学歴
- 1996年 - 慶應義塾大学経済学部卒業
- 1999年 - 慶應義塾大学経済学研究科修士課程修了
- 2002年 - 慶應義塾大学経済学研究科後期博士課程単位取得退学

## 経歴
- 1997年7月 - 2001年7月 日本開発銀行設備投資研究所 嘱託研究員
- 1998年5月 - 2000年3月 通商産業省調査統計部統計解析課 特別研究員
- 2007年4月 - 2015年3月 慶應義塾大学産業研究所 准教授
- 2015年4月 - 2016年3月 立正大学経済学部経済学科 准教授
- 2016年4月 -  立正大学経済学部経済学科 教授

## 著書
- 『中国の地域産業構造分析』（共著, 慶應義塾大学出版会，2008年）
- 『アメリカ経済センサス研究』（共著, 慶應義塾大学出版会，2008年）